# Кузнецова, Любовь Николаевна
Любовь Николаевна Кузнецова — советский хозяйственный и политический деятель.

## Биография
Родилась в 1940 году. Член КПСС с 1969 года.
Образование неполное среднее, окончила школу фабрично-заводского обучения.
В 1958—1970 гг. — штукатур-маляр, бригадир бригады отделочников, в 1970—1995 гг. — бригадир штукатуров-маляров строительно-монтажного управления производственного объединения «Бурятпромстрой» Министерства промышленного строительства СССР.
Избиралась депутатом Верховного Совета СССР 10-го созыва. Делегат XXV съезда КПСС.
Жила в Улан-Удэ.

## Награды
- Орден Октябрьской Революции
- Орден Трудового Красного Знамени